# Villiers-Fossard
Villiers-Fossard település Franciaországban, Manche megyében. Lakosainak száma 644 fő (2022. január 1.). Villiers-Fossard Couvains, La Luzerne, La Meauffe, Le Mesnil-Rouxelin és Saint-Clair-sur-l’Elle községekkel határos.

## Népesség
A település népessége az elmúlt években az alábbi módon változott:
| Lakosok száma | 376  | 417  | 417  | 509  | 612  | 630  | 643  | 657  | 652  | 644  |
|               | 1968 | 1982 | 1990 | 2006 | 2013 | 2015 | 2017 | 2019 | 2020 | 2022 |